# Округ Коук (Тексас)
Округ Коук (енгл. Coke County) је округ у америчкој савезној држави Тексас. По попису из 2010. године број становника је 3.320.

## Демографија
Према попису становништва из 2010. у округу је живело 3.320 становника, што је 544 (14,1%) становника мање него 2000. године.
| Група             | 2000.         | 2010.         |
| Белци             | 3.079 (79,7%) | 2.651 (79,8%) |
| Афроамериканци    | 75 (1,9%)     | 8 (0,2%)      |
| Азијати           | 3 (0,1%)      | 5 (0,2%)      |
| Хиспаноамериканци | 653 (16,9%)   | 602 (18,1%)   |
| Укупно            | 3.864         | 3.320         |